# راجش کوتراپالی
دکتر راجش رامایان «راج» کوتراپالی (به انگلیسی: Rajesh Ramayan "Raj" Koothrappali) (زاده ۶ اکتبر) یک شخصیت تلویزیونی خیالی در سریال تئوری بیگ بنگ است که کونال نایر این نقش را ایفا می‌کند.
راجش بهترین دوست هاوارد ولوویتز (سایمون هلبرگ) است. راج به عنوان یک اخترفیزیکدان در بخش فیزیک در Caltech کار می‌کند. ویژگی اصلی او جهش انتخابی (اختلال اضطراب اجتماعی) است، که به او اجازه نمی‌دهد به جز تحت تأثیر الکل با زنان صحبت کند، اگرچه ظاهراً در فینال فصل ۶ این مشکل را درمان کرد.

## شخصیت
به‌طور کلی، راج در رابطه با شلدون صبورتر است تا لئونارد، هاوارد یا پنی. با این حال، شلدون کاملاً از این امر غافل است و در یک قسمت به‌طور اتفاقی ارتباط با او را به عنوان یک دوست قطع می‌کند. او در یکی از قسمت‌ها به طور اتفاقی متوجه شد که با خوردن الکل می‌تواند با زن‌ها صحبت کند‌.
یکی از ویژگیهای اصلی شخصیت راج تمایل او به رفتار یا صحبت نامناسب است، که اغلب باعث خیره شدن و اظهارات منفی دیگر شخصیت‌ها می‌شود. در «شبیه سازی بابانوئل»، او آشکارا اعتراف می‌کند که عاشق پنی و برنادت بوده. او تحت تأثیر الکل خوب عمل نمی‌کند و اغلب خود را بسیار شرمنده می‌کند یا به خماری ختم می‌شود.
در معاشرت با دوستانش، علیرغم لهجه هندی، راج به خاطر استفاده از عامیانه ("fo 'shizzle") و استفاده از کلمه "dude" مشهور است، اگرچه در برخی موارد او عامیانه آمریکایی را نمی‌فهمد. در حالی که به نظر می‌رسد او به زبان هندی روان صحبت می‌کند، زبان مادری او انگلیسی است.

## زندگی‌نامه
راجش، که معمولاً راج نامیده می‌شود، یا شلدون کوپر نام خانوادگی او را کوتراپالی می‌گوید، اهل دهلی نو، هند است. با این حال، او غذاهای هندی را تحقیر می‌کند و دانش او دربارهٔ فرهنگ و هندوئیسم هند اغلب توسط شلدون کوپر مورد مناقشه است. او در خانواده ای ثروتمند متولد شد و دارای پنج خواهر و برادر است که یکی از آنها پیریا، دوست دختر سابق لئونارد است. معمولاً راج با ترکیب لایه ای پیراهن و جلیقه ژاکت، خاکی و بادگیر، معمولاً از پشم گوسفند روشن یا گاباردین پاستلی پوشیده شده‌است.
در «انزوا هیولا» مشخص شد که راج حداقل بخشی از تحصیلات عالی خود را در دانشگاه کمبریج گذرانده‌است، جایی که علاقه خود را به اخترفیزیک کشف کرد.

## خانواده
راج به‌طور منظم با والدین خود، دکتر و خانم V.M. Koothrappali از طریق وب کم ارتباط دارد. وقتی آنها مداخله می‌کنند یا قضاوت می‌کنند، او والدین خود را از طریق لپ تاپ خود به آپارتمان لئونارد و شلدون می‌آورد.
یک راز بزرگ در این سریال این است که راج خود را از ریشه‌های متواضع و بزرگ شده در هند در فقر نشان می‌دهد، فقط برای این که دوستانش به او یادآوری کنند که پدرش متخصص زنان است و با بنتلی رانندگی می‌کند، و خدمتکارانی در حال بزرگ شدن داشته (اگرچه او در یک مورد اعتراض کرد که فقط چهار خدمتکار وجود داشت و دو نفر از آنها کودک بودند). در یک اپیزود شلدون نشان می‌دهد که خانواده راج از آنچه او نشان می‌دهد ثروتمندتر هستند (او می‌گوید که آنها " ثروتمند ثروتمند" هستندو توضیح می‌دهد "در نیمه راه بین بروس وین و اسکروج مک داک ")
سانجی، پسر عموی راج (یا همان‌طور که می‌گوید دوستانش او را می‌شناسند، "دیو از خدمات مشتریان AT&T") در یک مرکز تماس کار می‌کند و در تعدادی از قسمت‌ها به او اشاره شده‌است. دیده می‌شود که راج سعی می‌کند از عروسی پسر عموی خود به هند بازنگردد، زیرا والدین راج برای او قرار ازدواج گذاشته بودند.
راج سه برادر و دو خواهر دارد. خواهر راج پریا در فصل ۴ با لئونارد یک شب زندگی می‌کند. بعداً در این مجموعه، پریا و لئونارد برخلاف میل راج رابطه ای را آغاز می‌کنند، که این امر برای او ناخوشایند است زیرا او در آن زمان با راج زندگی می‌کند.